# Pekka Suorsa
Pekka Antero Suorsa (Kajaani, 8 de diciembre de 1967) es un deportista finlandés que compitió en salto en esquí. Ganó una medalla de oro en el Campeonato Mundial de Esquí Nórdico de 1987, en la prueba de trampolín grande por equipo.

## Palmarés internacional
| Campeonato Mundial | Campeonato Mundial | Campeonato Mundial | Campeonato Mundial |
| Año                | Lugar              | Medalla            | Prueba             |
| ------------------ | ------------------ | ------------------ | ------------------ |
| 1987               | Oberstdorf (RFA)   | Medalla de oro     | TG por equipos     |